# Етьєн Грін
Етьє́н Грін (англ. Etienne Green, нар. 19 липня 2000, Колчестер, Англія) — англійський футболіст, воротар клубу «Бернлі».

## Ігрова кар'єра

### Клубна
У 2009 році Грін переїхав до Франції, де приєднався до клубної академії «Сент-Етьєна». У червні 2020 року воротар підписав з клубом перший професійний контракт. 4 квітня 2021 року у грі чемпіонату Франції проти «Німа» Грін дебютував на дорослому рівні. За результатами сезону 2021/22 «Сент-Етьєн» вибув до Першого дивізіону, але Грін залишився в команді.
У серпні 2024 року Грін повернувся до Англії, де приєднався до клубу Чемпіоншипа «Бернлі», з яким підписав трирічний контракт.

### Збірна
У 2021 році Етьєна Гріна викликали на матчі молодіжної збірної Франції, але не провів там жодного матчу. Пізніше, в жовтні 2021 року Грін провів першу гру в складі молодіжної збірної Англії.